# سيلفي

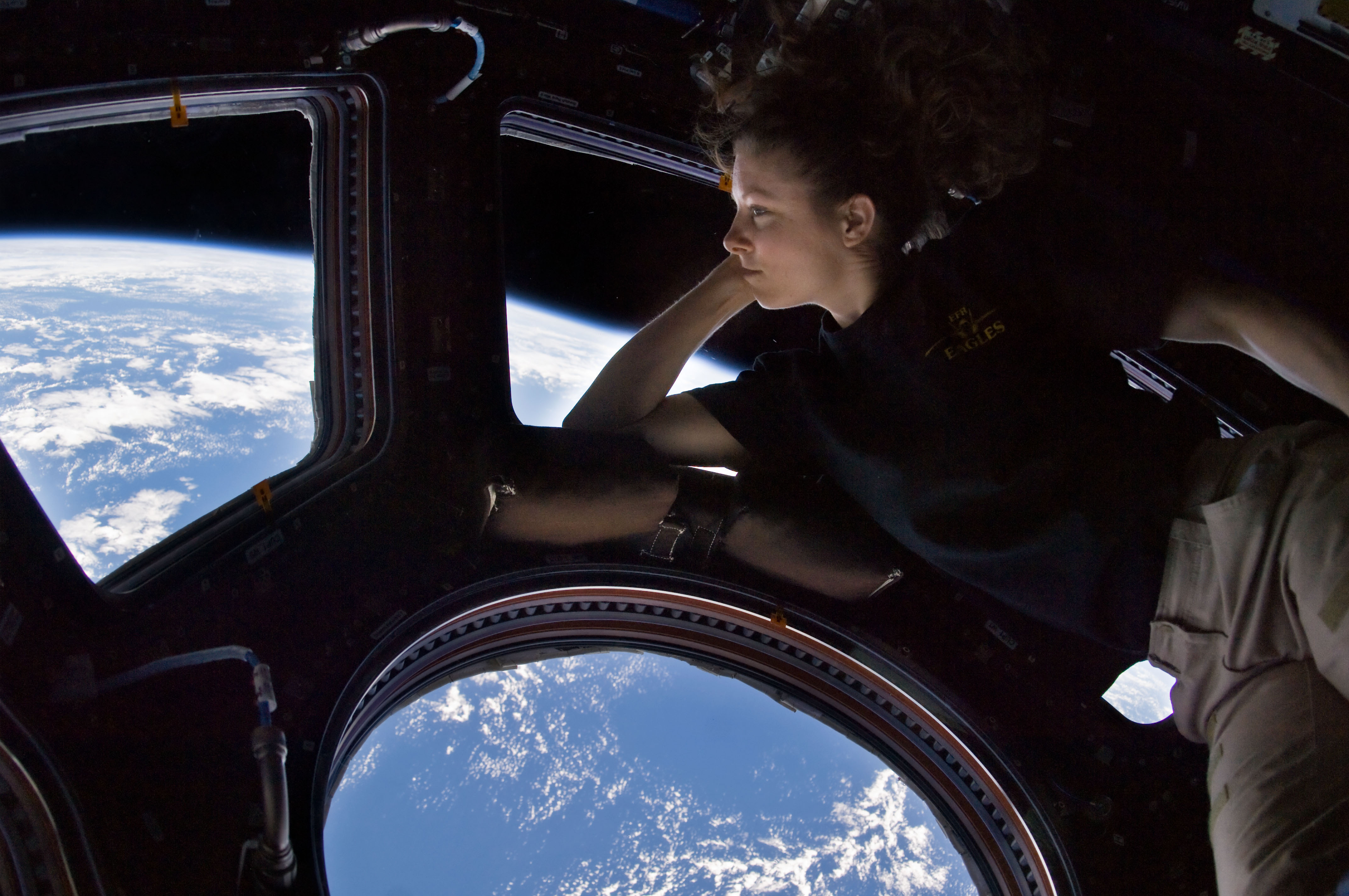
رائدة الفضاء الأمريكية تريسي كالدويل دايسون وهي تشاهد الأرض عبر مركبة كوبولا الملتحمة بمحطة الفضاء الدولية ضمن البعثة الرابعة والعشرين، وقد التقطت الصورة لنفسها في 11 سبتمبر 2010.

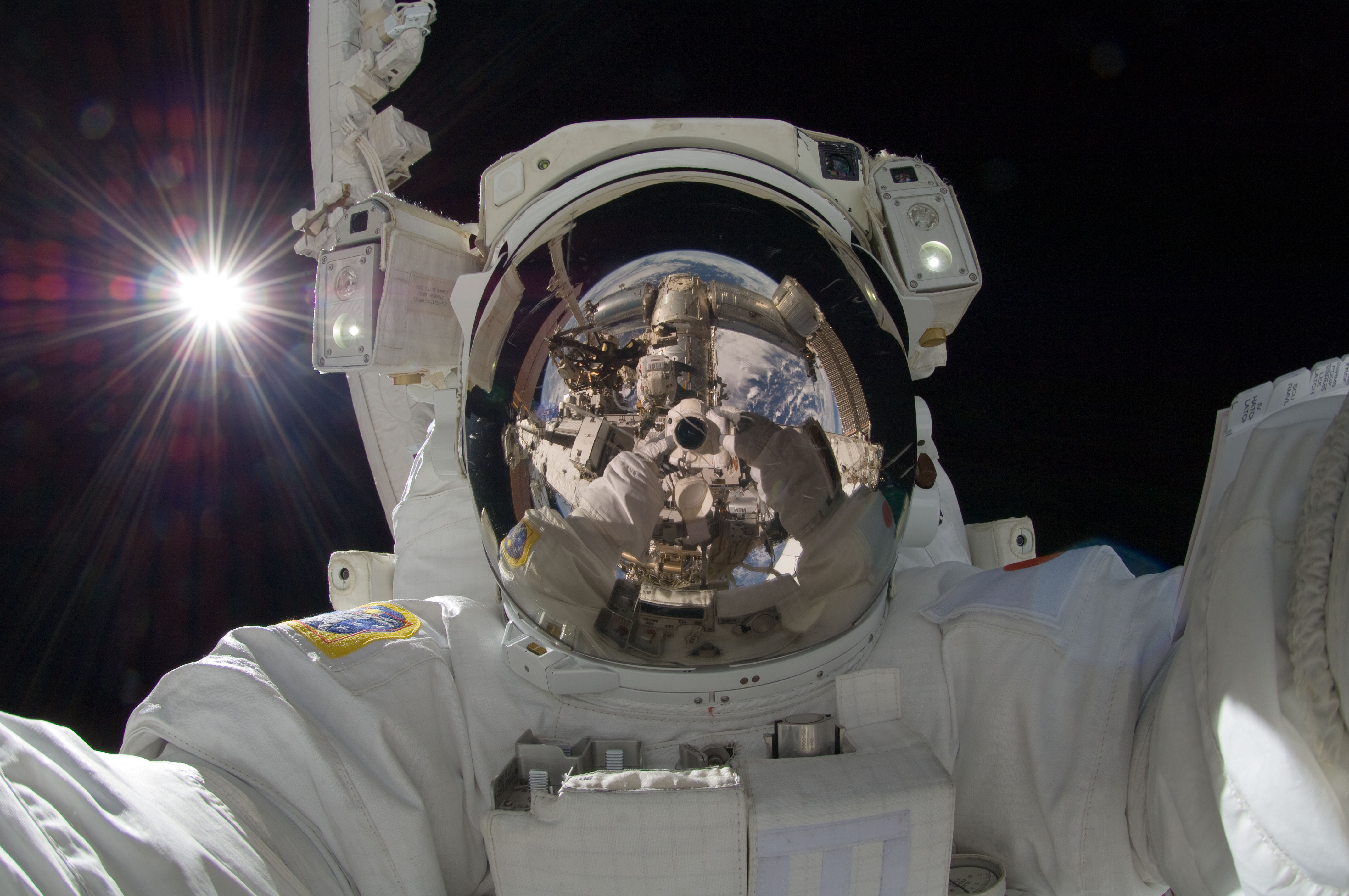
رائد الفضاء الياباني أكيهيكو هوشيد يلتقط صورة لنفسه في إحدى خرجاته من محطة الفضاء الدولية في 5 سبتمبر 2012.

سيلفي (بالإنجليزية: Selfie) أو «الصورة الذاتية» أو «الصورة الملتقطة ذاتيا»، وهي صورة شخصية يقوم صاحبها بالتقاطها لنفسه باستخدام آلة تصوير أو باستخدام هاتف ذكي مُجهزة بكاميرا رقمية، ومن ثم يقوم بنشرها على الشبكات الاجتماعية (فيس بوك، تويتر، إنستاغرام وغيرها)، وذلك لاعتمادها كصورة رئيسية في ملفه الشخصي أو لتسجيل حضوره في مكان مُعين أو إلى جانب أشخاص مُعينين، أو حتى للتعبير عن حالة نفسية مُعينة.
عادة ما تكون هذه الصور صورًا عفوية لا تتسم بأية رسمية، ويقوم صاحبها بالتقاطها عبر الإمساك بآلة التصوير بيده وتوجيه الكاميرا إليه أو عبر توجيهها إلى مرآة عاكسة في حال ما إذا لم يتوفر الهاتف الذكي على كاميرا أمامية. ويمكن الاستعانة بعصا السلفي للحصول على زاوية رؤية أوسع، لالتقاط الصور الجماعية مثلا.

## النشأة

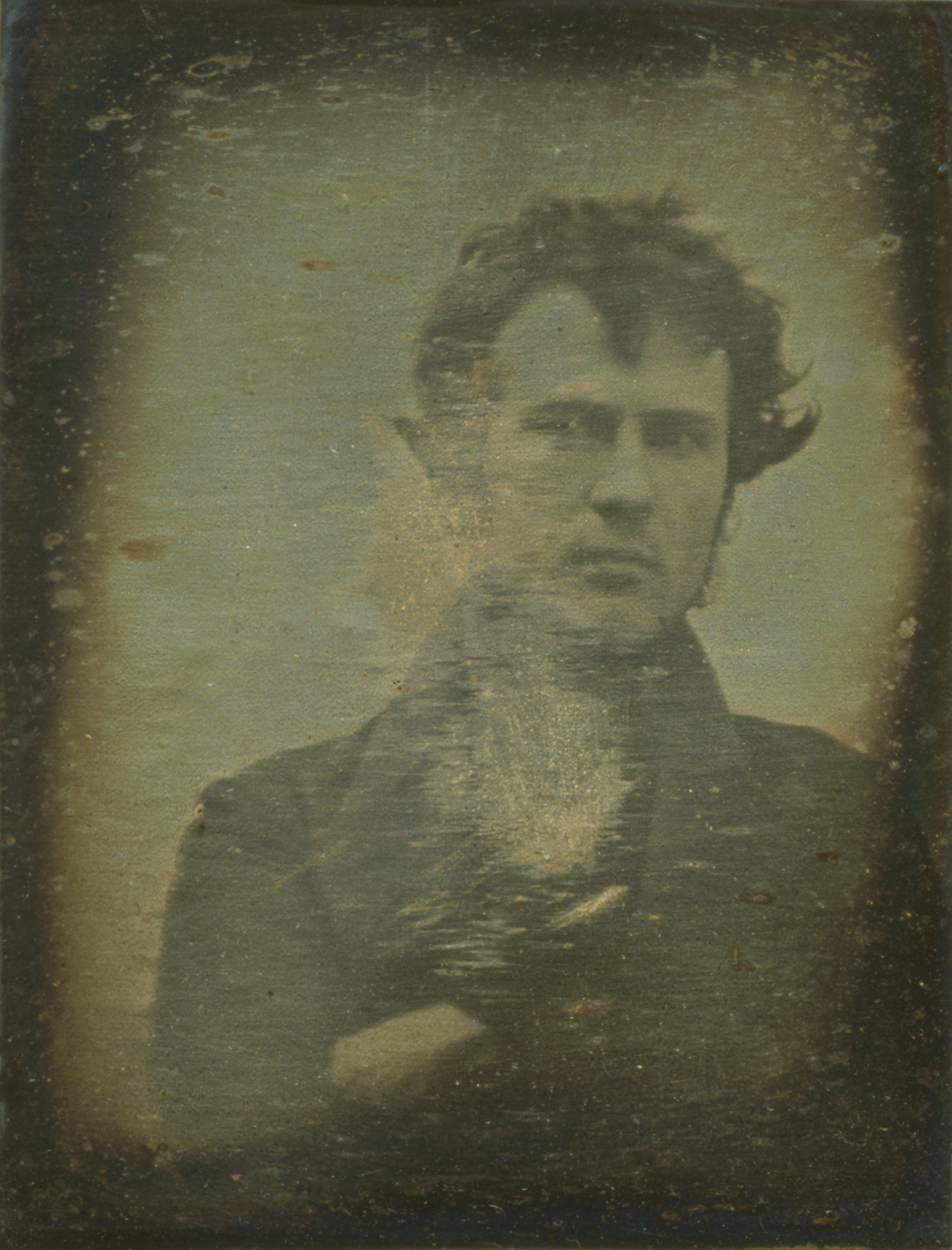
أول صورة ذاتية (سيلفي) في التاريخ قام بالتقاطها "Robert Cornelius" سنة 1839

بالرغم من مُساهمة الشبكات الاجتماعية في انتشارها، إلا أن نشأة هذا النمط من الصور يعود إلى نهايات القرن التاسع عشر وبدايات القرن العشرين وذلك بفضل كاميرات براوني، حيث كان المصورون الذين يلتقطون تلك الصور الشخصية يستعينون بمرايا لالتقاط تلك الصور.
أما عن تسمية Selfie فتعود إلى سنة 2002 على المُنتدى الإلكتروني الأسترالي ABC Online، قبل أن يتم اعتمادها على نطاق أوسع سنة 2012.
وقد عرف هذا المصطلح انتشارا واسعا جدا عالميا بعد صورة السيلفي الشهيرة التي إلتقطتها ألين دي جينيريس
في حفل توزيع جوائز الأوسكار السادس والثمانون مع أشهر نجوم هوليوود.
لقد تم التوصل تقديريا إلى تاريخ أقدم صورة «سيلفي» في التاريخ وجدت صدفة في ألبوم صور عائلة إنجليزية يعود تاريخ التقاط الصورة إلى سنة 1926 وتم التقاطها بواسطة عصا سيلفي أول صورة سيلفي في التاريخ من عام 1926.

## عمليات التجميل
و قد أظهرت نتائج استطلاع للرأي أجرته الأكاديمية الأميركية لتجميل الوجه وجراحات إعادة بناء الأنسجة شملت 2700 من أعضاء الأكاديمية أن واحدا من بين كل ثلاثة شهد زيادة في طلبات العمليات الجراحية، بسبب زيادة وعي المرضى بأهمية عرض صورهم على وسائل التواصل الاجتماعي. وأشارت نتائج الاستطلاع إلى زيادة نسبتها عشرة في المئة في عمليات تجميل الانف بين عامي 2012 و2013 وزيادة بلغت سبعة في المئة في عمليات زرع الشعر وستة في المئة في عمليات إزالة تجاعيد الجفون.

## الوقت الراهن
في حين يوصف الالتقاط المفرط للصور الشخصية بالنرجسية الزائدة، إلا أن هناك من يعتبره نوعا جديدا من التواصل الاجتماعي، خاصة بعد أن ظهرت تطبيقات خاصة بذلك على الهواتف الذكية، مثلما هو عليه الحال مع تطبيق سناب شات. كما ظهرت مؤخرا موضة جديدة تتعلق بالتقاط شخصية جماعية بدل الفردية.

## إدمان الصورة الذاتية ومواقع التواصل
أشارت دراسة أجرتها الرابطة الأمريكية للطب النفسي (APA)، أن انتشار هذه الظاهرة بشكل واسع وحاد في صفوف بعض الشباب، قد يشير إلى الإصابة باضطراب عقلي لدى مدمنيها. عندما يتجاوز الأمر إلى أن تصبح حالة مزمنة، وقد شخصت الدراسة حالة ناشط فيسبوكي فقد السيطرة على نفسه أمام رغبته الجامحة في تصوير نفسه «على مدار الساعة»، ومشاركة الصور في المواقع الاجتماعية، ل 6 مرات في اليوم على الأقل بشكل مستمر. وهو ما قد يرتبط بنوع من النرجسية المرضية، والغريب لما أشارت له الدراسة أن نسبة مدمنيها تصل إلى 17% في صفوف الرجال بينما لا تتعدى 10% في صفوف النساء.

## وصلات خارجية
- دراسة عن الظاهرة - روسيا اليوم
- الصورة الملتقطة ذاتيا: هل تنمّ عن نرجسية؟راديو سوا الأمريكي
- عن ظاهرة انتشار الصور الملتقطة ذاتيا في العالم نسخة محفوظة 7 يوليو 2014 على موقع واي باك مشين.
- هوس الصورة الذاتية نسخة محفوظة 8 أغسطس 2014 على موقع واي باك مشين.
- التقاط الصورة الذاتية في دراسة نفسية أمريكية
- الصورة الذاتية الأشهر في أمريكا